# Tristach
Tristach  är en ort och kommun i distriktet Lienz i förbundslandet Tyrolen i Österrike.